# (1626) Sadeya
(1626) Sadeya est un astéroïde double de la ceinture principale.

## Description
(1626) Sadeya est un astéroïde de la ceinture principale. Il fut découvert le 10 janvier 1927 à Barcelone par Josep Comas i Solà. Il présente une orbite caractérisée par un demi-grand axe de 2,36 UA, une excentricité de 0,27 et une inclinaison de 25,3° par rapport à l'écliptique.

## Satellite
le 1er décembre 2020 la découverte d'un satellite a été annoncée par Vladimir Benishek, Petr Pravec et d'autres collaborateurs. L'objet mesure environ 3,81 km de diamètre, donc environ 26% du corps primaire. L'orbite située à 54 km, est couverte sur une période d'environ 51,3 heures.

## Compléments